# ارزی‌کش
ارزی‌کش (به لاتین: Ərziküş) یک منطقهٔ مسکونی در جمهوری آذربایجان است که در شهرستان سیاه‌زن واقع شده‌است.